# جيسولو
جيسولو أو إيسولو، (بالإنجليزية: Jesolo)‏، (البندقية: Géxoło)، هي مدينة منتجع ساحلي وبلدية في مدينة البندقية بإيطاليا. مع حوالي ستة ملايين زائر سنويًا، جيسولو هي واحدة من أكبر المنتجعات الشاطئية في البلاد، وتحتل المرتبة السابعة كوجهة سياحية. تجعل شواطئها التي يبلغ طولها 15 كيلومتراً والمنطقة المجاورة لأوروبا الوسطى وجهة مفضلة لدى العديد من الزوار الألمان والنمساويين والهولنديين والفرنسيين.

## السكان
في سنة 1871 بلغ عدد السكان 2٬821 نسمة، وتطور العدد ليصل في سنة 2018 لـ 26٬199 نسمة.
يظهر هذا المخطط البياني تطور النمو السكاني لـ جيسولو

## معرض صور

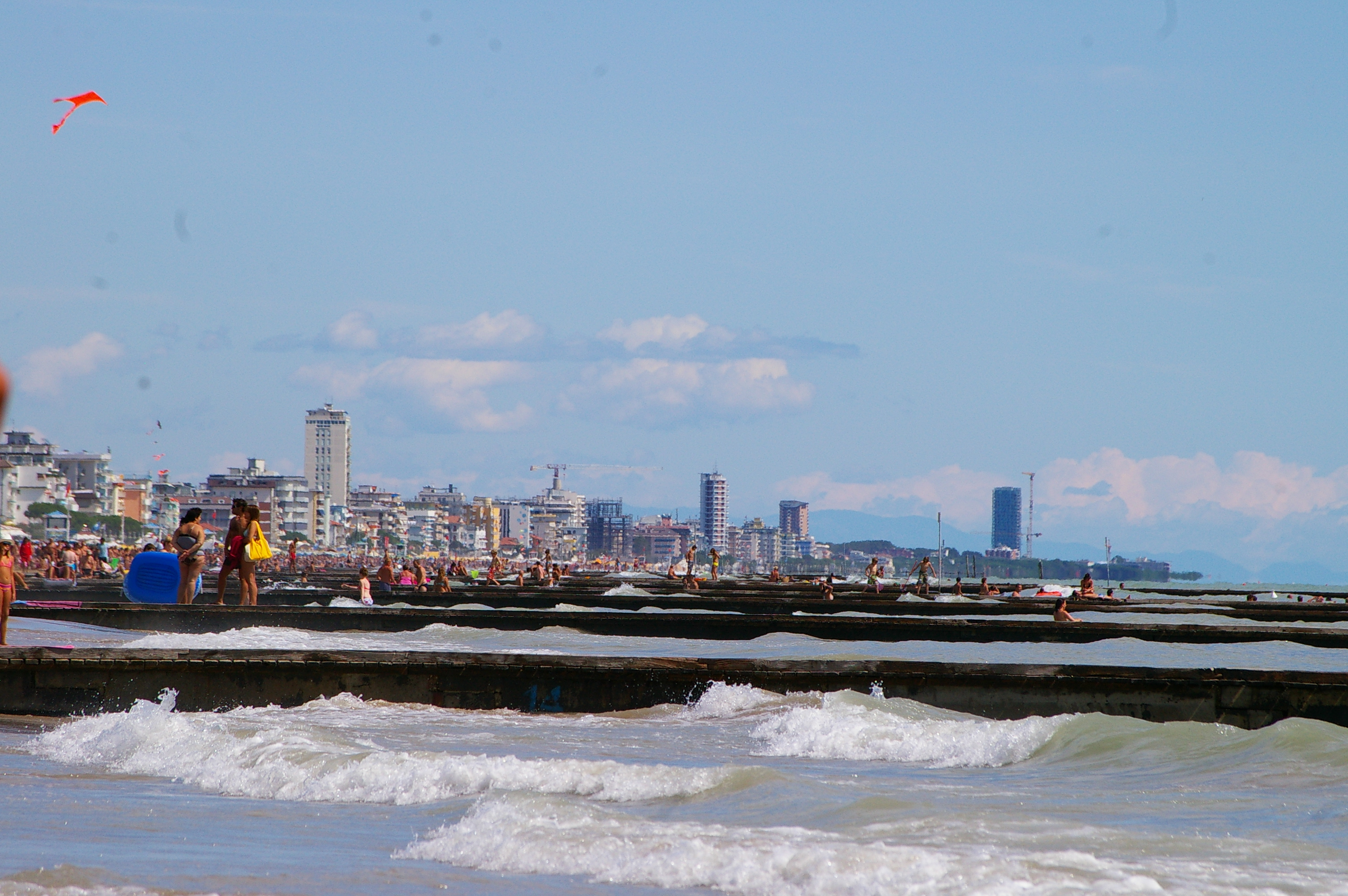
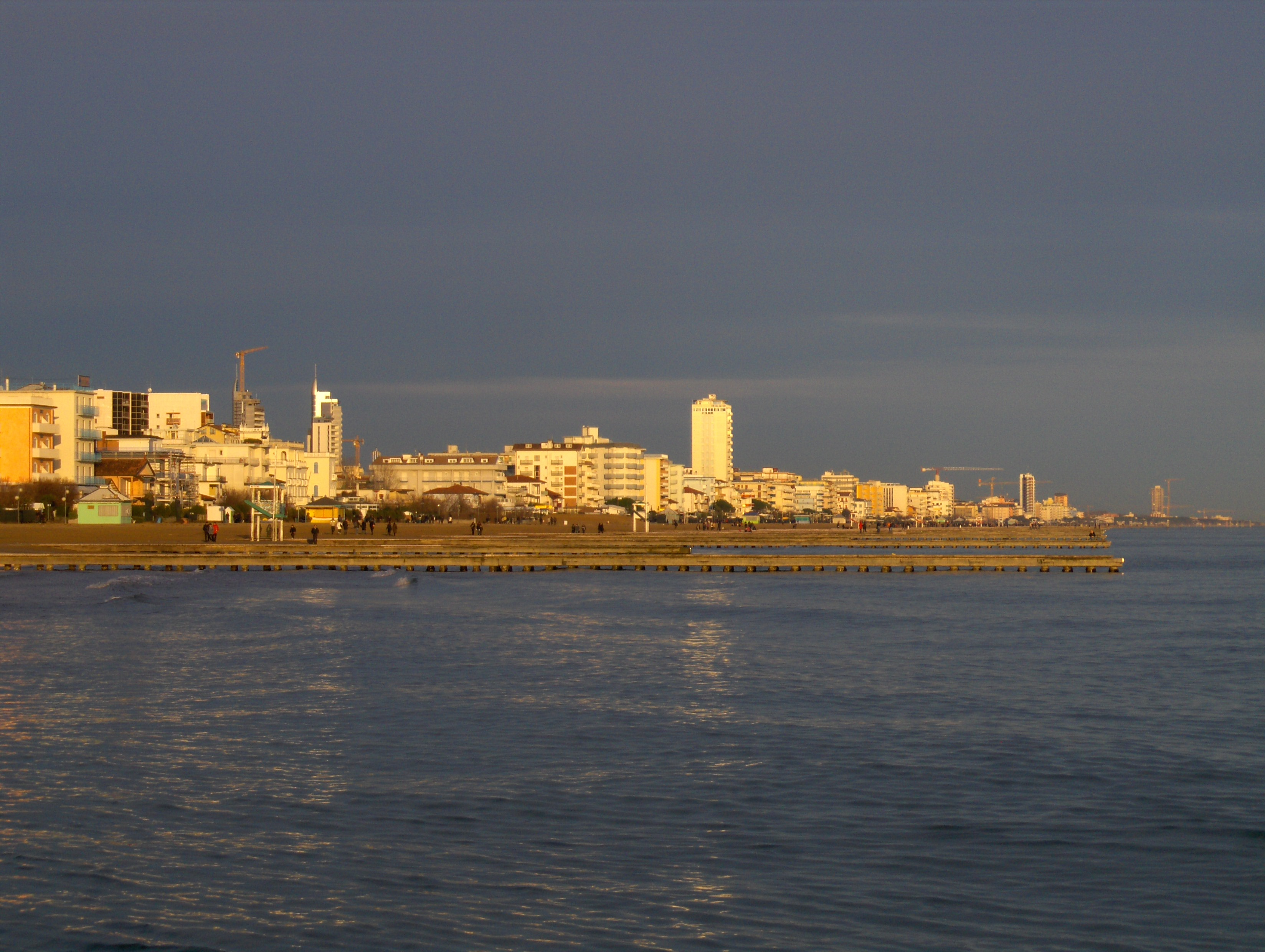
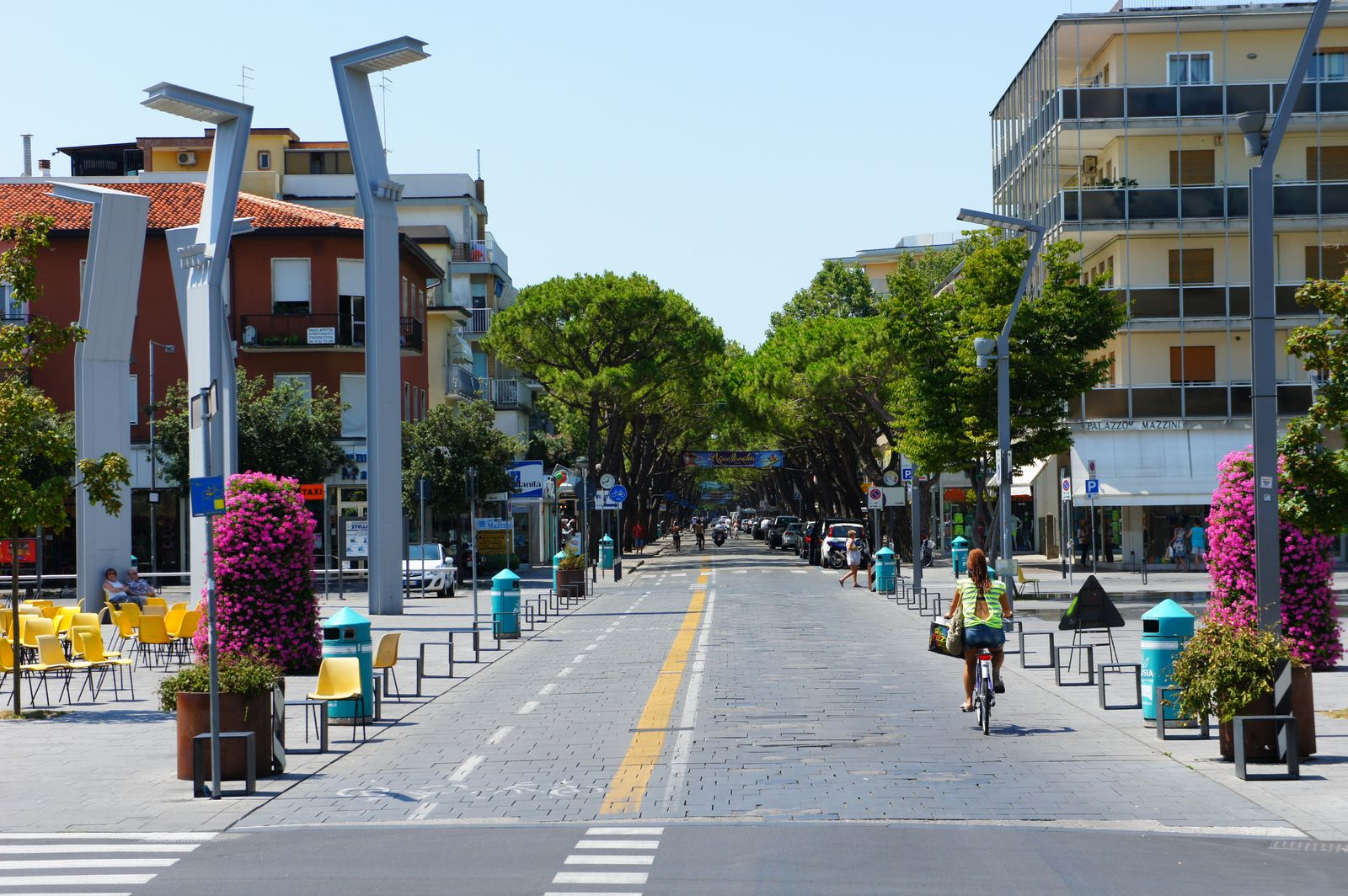
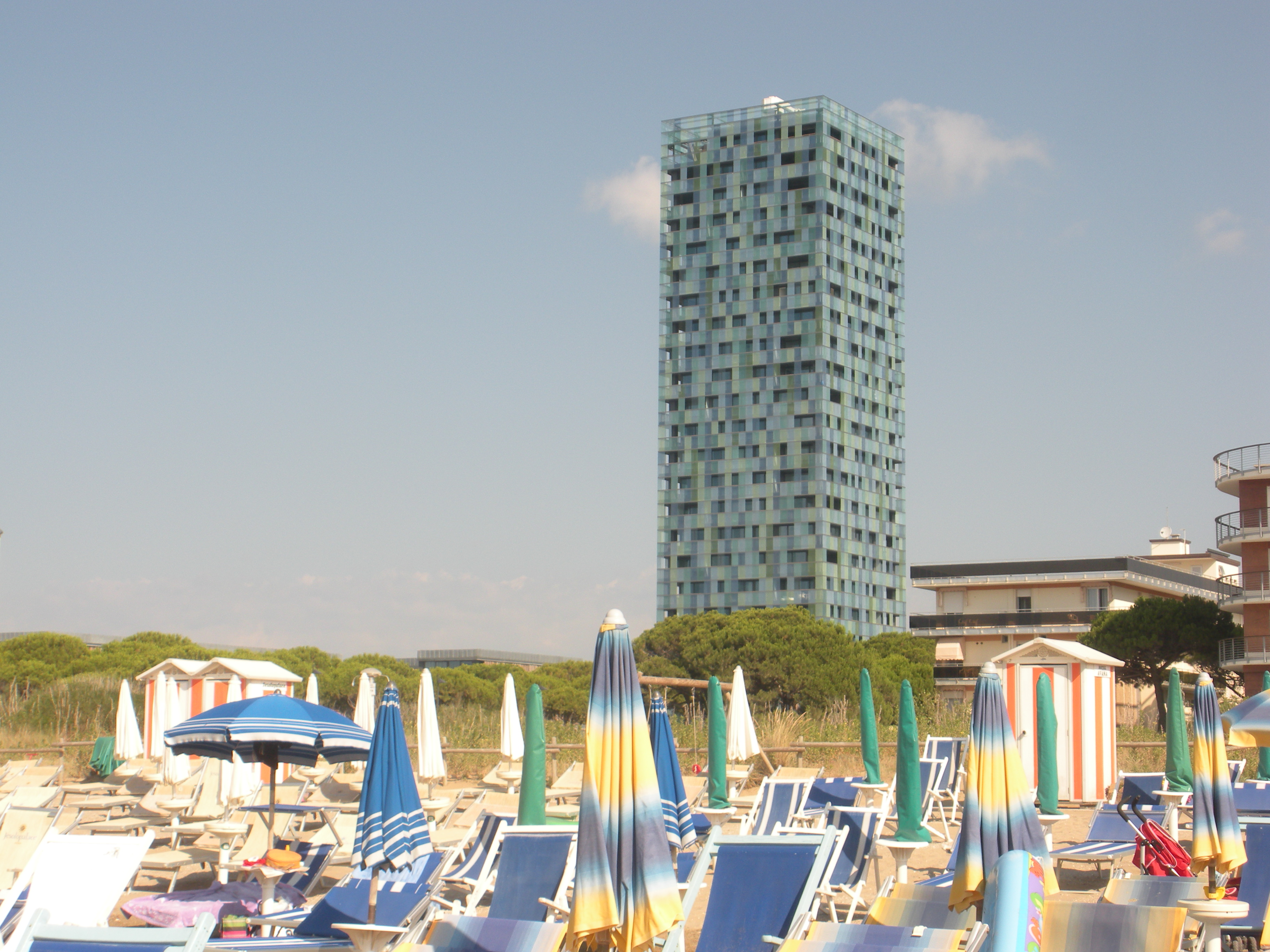
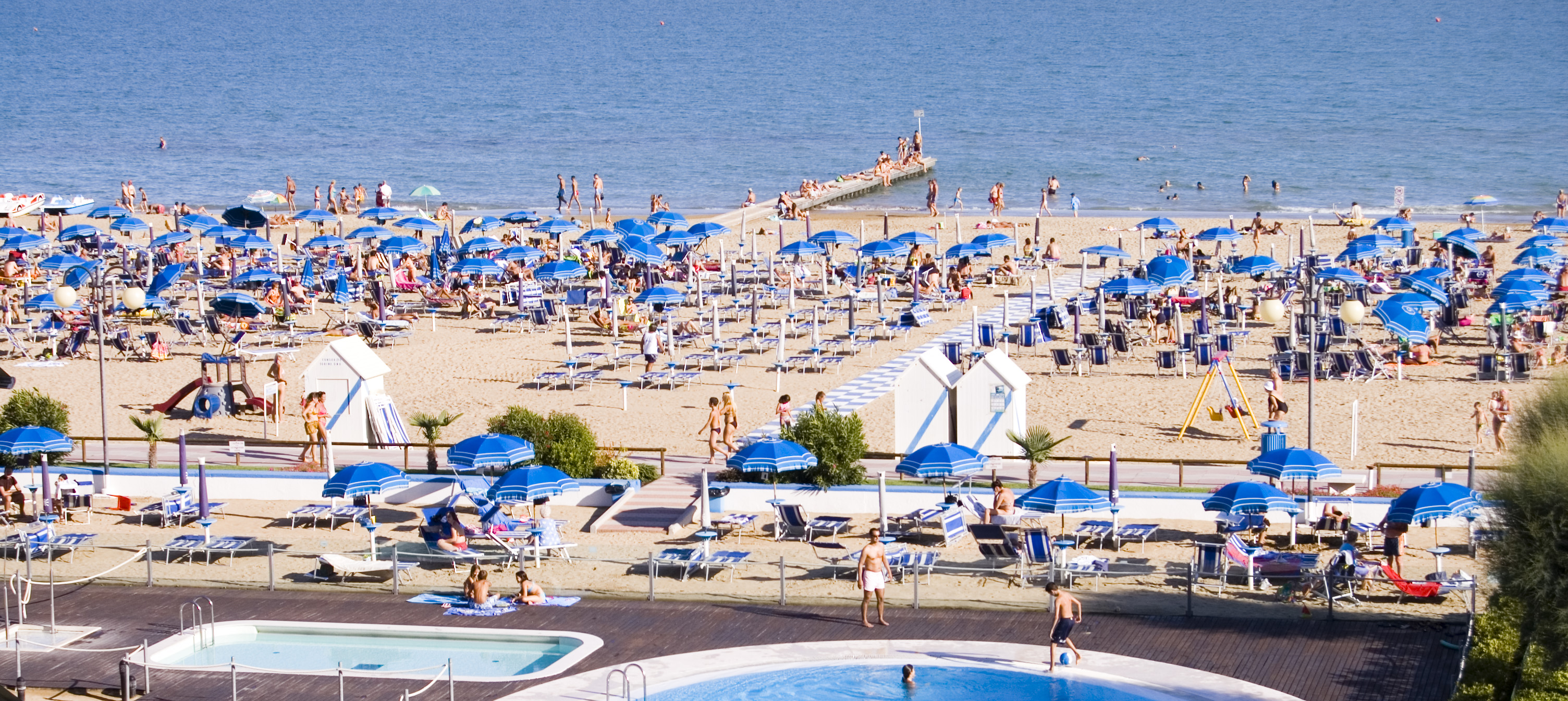

## أعلام
- ألبرتو دي مارشي
- أليسيو تشاربي
- آنا أرينا